# Ionel Dinicu
Ionel Dinicu (n. 18 iunie 1920, București - d. 15 noiembrie 1987, București) a fost un cunoscut dirijor, compozitor și violonist virtuoz român, de etnie romă.

## Biografie
S-a născut la data de 18 iunie 1920 în București, fiind fiul lăutarului Vasile Dinicu.
Studiile muzicale le face la Conservatorul din București, cu profesorii Vasile Filip (vioară), Ioan D. Chirescu (teorie-solfegiu) și Theodor Rogalski (orchestrație). Devine apoi violonist în orchestrele mai multor restaurante, printre care „Continental”, „Modern”, „Kiseleff” (Ovidiu) și „Pădurea Băneasa” din București sau „Hoff-Café Bukarest” din Berlin.
În 1950 devine prim-violonist și dirijor al Brigăzii Artistice a Casei de Cultură a Studenților, urmând apoi colaborările și angajamentele la Orchestra Ansamblului „Ciocârlia” al Ministerului Afacerilor Interne, Orchestra Ansamblului „Perinița” (al cărei dirijor devine), la Orchestra Ansamblului „Rapsodia Română” și la Orchestra populară a Teatrului de Revistă și Comedie „Ion Vasilescu” din București.
În 1969 realizează un recital de melodii transmise în direct la televiziune, cu prilejul împlinirii a 80 de ani de la nașterea lui Grigoraș Dinicu. Acesta a interpretat împreună cu vărul său, Constantin Dinicu, câteva piese din repertoriul unchiului său: Hora staccato, Ceasornicul, Sârba Expoziției din Paris, Doina Oltului și Ciocârlia (compoziția străbunicului său, Angheluș Dinicu).
A întreprins numeroase turnee artistice în străinătate, în țări precum: Austria, Turcia, Liban, Albania, Egipt, India, Birmania, Algeria, Tunisia, Polonia, Danemarca, Germania, Suedia, Grecia, URSS, Iugoslavia, Maroc etc.

## Decesul
Moare la data de 15 noiembrie 1987 la București, la vârsta de 67 de ani.

## Distincții
În 1968 este distins cu medalia Ordinul Meritul Cultural, clasa a V-a pentru activitatea de concert-maestru.